# Timur Dibirov

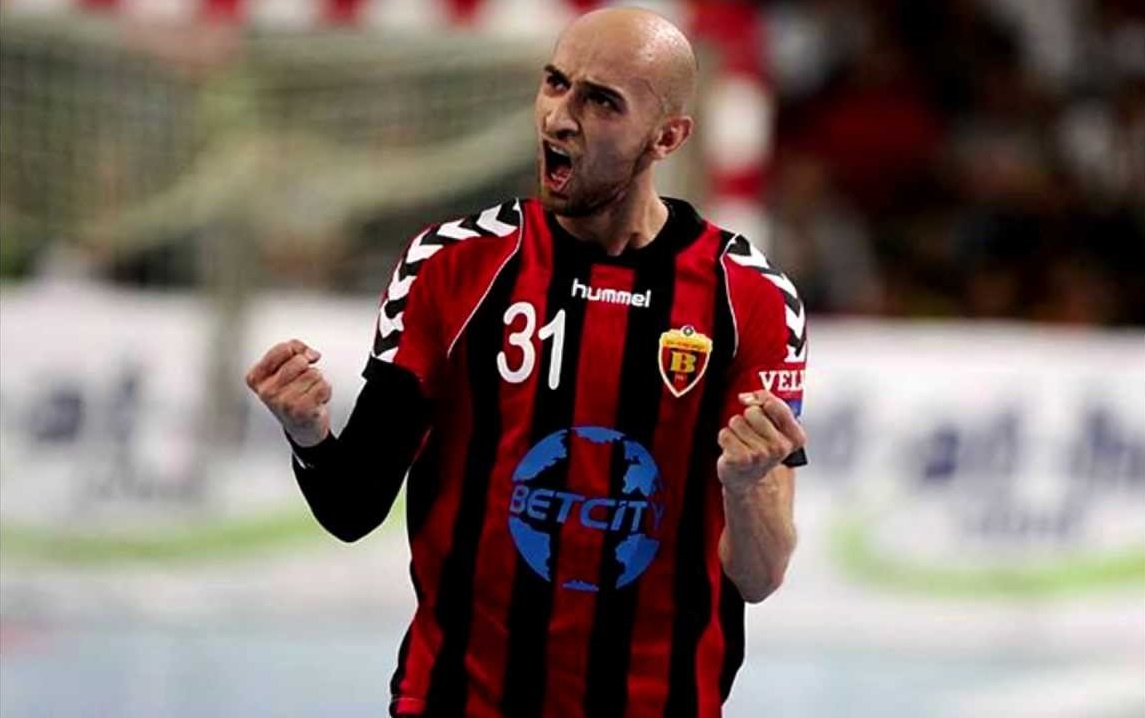
Timur Dibirov med RK Vardar, 2014.

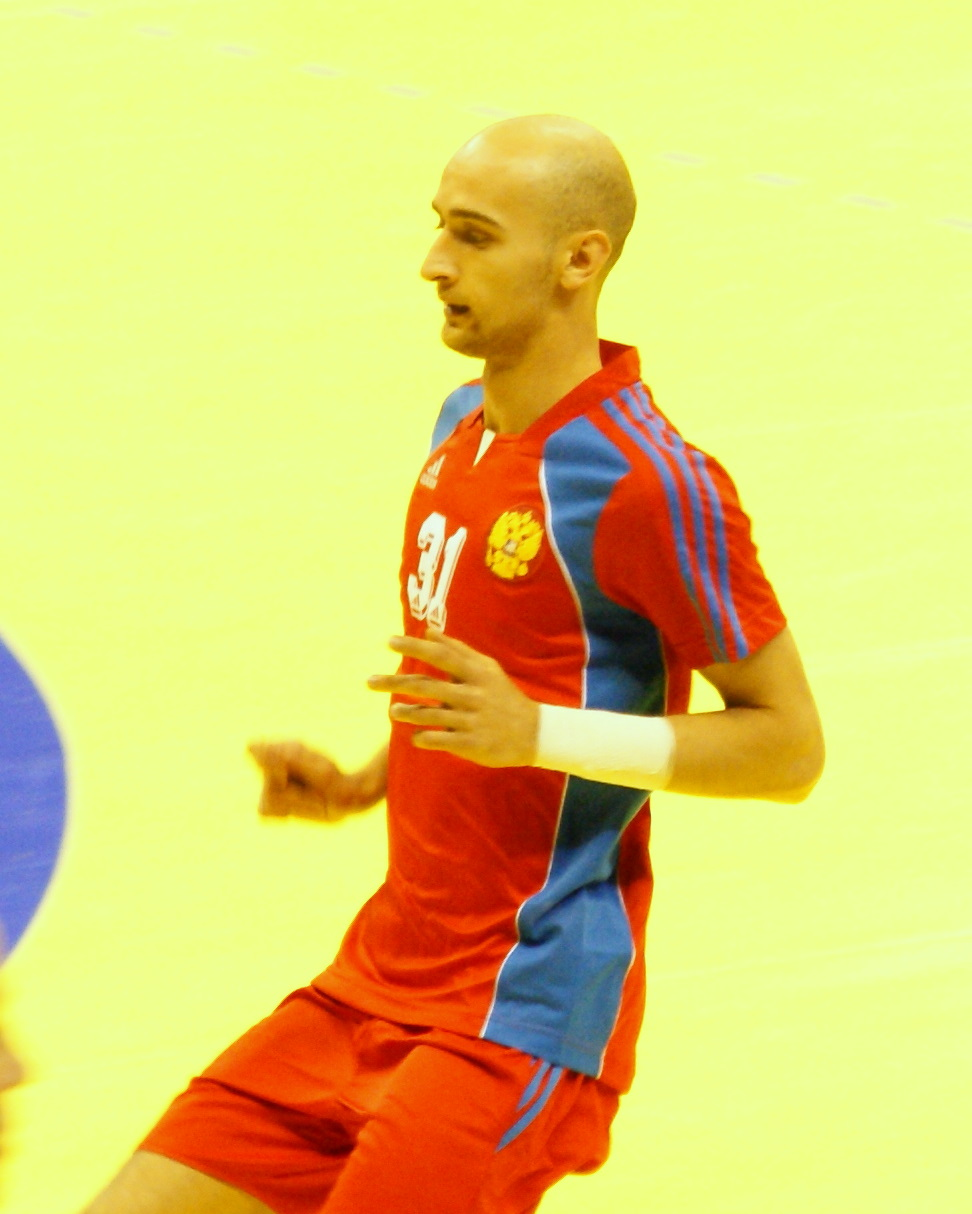
Timur Dibirov, 2009.

Timur Anatoljevitj Dibirov (ryska: Тимур Анатольевич Дибиров), född 30 juli 1983 i Petrozavodsk i dåvarande Sovjetunionen, är en rysk tidigare handbollsspelare (vänstersexa). Dibirov har gjort näst flest mål av alla herrspelare i EHF Champions League genom tiderna (1 214 mål), endast slagen av Kiril Lazarov.

## Klubbar
- GK Lada (2001–2004)
- GK Tjechovskije Medvedi (2004–2013)
- RK Vardar (2013–2022)
- RK Zagreb (2022–2025)

## Meriter i urval
- Champions League-mästare två gånger (2017 och 2019) med RK Vardar
- Cupvinnarcupmästare 2006 med GK Tjechovskije Medvedi
- Rysk mästare nio gånger (2005–2013) med GK Tjechovskije Medvedi
- Nordmakedonsk mästare sju gånger (2015, 2016, 2017, 2018, 2019, 2021, 2022) med RK Vardar
- Kroatisk mästare tre gånger (2023, 2024, 2025) med RK Zagreb
- SEHA liga-mästare fyra gånger (2014, 2017, 2018, 2019) med RK Vardar
- All-star team som bästa vänstersexa vid VM 2013